# Ярстройтехника
Акционерное общество «Ярстройтехника» — ярославское производственное предприятие, которое было основано в 1962 году на базе центральных ремонтных мастерских. Первоначальное название — Ярославский ремонтно-механический завод.

## История
В 1962 году на волне всеобщего строительного бума в России в Ярославской области на базе центральных ремонтных мастерских основан Ремонтно-механический завод. Перед молодым предприятием была поставлена задача: осуществлять капитальный ремонт тяжёлой строительной техники. После сдачи в эксплуатацию завод начал расширяться, построили новый дополнительный корпус по изготовлению металлоконструкций.
Завод специализировался на капитальном ремонте тракторов ЧТЗ, дизельных ДВС, изготовлении средств механизации и металлоконструкций для подразделений Главверхневолжскстроя. 
Завод быстро разрастался и осваивал новые виды продукции, которые находили применение за пределами Ярославской области. В 1969 году на заводе начинает работать козловой кран грузоподъёмностью 30 тонн. Это событие предвещает крупные преобразования на Ярославском ремонтно-механическом предприятии. В 1970-е годы войдут в эксплуатацию изготовительное и гальваническое отделение, отделение горячего цинкования, заработает пульсирующий конвейер на 9 постов ремонта тракторов.
Конец 1960-х и 1970-е годы проходят под знаком ударного освоения широкой номенклатуры выпускаемой продукции. Это происходит во многом благодаря вступлению Ярославского ремонтно-механического завода в тесное сотрудничество с крупными российскими промышленными предприятиями и научными организациями.
С 1970 по 1980 годы завод 12 раз принял участие в выставках достижений народного хозяйства (ВДНХ), заслуженно награжден почетными знаками и дипломами, а также получил знак качества. 
1968 – 1979 годы — бурный расцвет завода, в это время большим стимулом было социалистическое соревнование. Завод полностью удовлетворял потребности Ярославской области в заготовках для стройиндустрии. Мощность завода набирала силу, предприятие осваивало новую продукцию, которая пользовалась популярностью как на территории России, так и за рубежом. К тому времени количество работников увеличилось до 520 человек, работали в 2 смены, всё производство было сосредоточено в двух корпусах, расположенных на 4 гектарах земли. Учитывая отдалённость предприятия от городских точек общепита и постоянно увеличивающуюся нагрузку, в 1980 году было принято решение открыть столовую на 100 посадочных мест, позже начала функционировать и кухня.
Перестроечный период завод выдержал достойно. Он перешёл на новый режим работы. Выбрали 3 направления, которые помогли заводу выжить в условиях рыночной экономики: освоение изготовления бетоносмесителей, изготовление и модернизация бетонорастворных заводов, освоение нового для завода вида изделий — производство автоматических линий для производства гофрокартона.
В последние годы завод взял курс на обновление оборудования, внедрение передовых технологий, улучшение условий труда и быта трудящихся. Это позволило резко сократить трудозатраты в производстве и создало условия для экономии материалов. Проведена большая работа по модернизации отдельных видов продукции. 
В 2022 году АО Ярославский завод «Стройтехника» отпраздновал 60-летие.
Сегодня завод является крупнейшим предприятием России по изготовлению бетоносмесительного оборудования, расширилась география поставки, от Казахстана до Мурманска. Также здесь производятся самоходные виброформовочные машины, технологическое оборудование для заводов железобетонных изделий и домостроительных комбинатов, карусельные линии, комплекты оборудования для производства сборного промышленного железобетона, заводы башенного типа с планетарными смесителями собственной разработки, разгрузочные гидролотки для подачи бетона из автомиксера на расстояние до 9 м.

## Продукция (деятельность)
- 1960-е годы — капитальный ремонт тяжёлой строительной техники, типа тракторов С-80, С-100, двигателей КДМ-46 и АЗ-204, 206, а также единичный ремонт стрелковых башенных кранов, мотокатков, автомобильных кранов, металлоконструкции для строительных подразделений «Главверхневолжстроя»; Освоение новой продукции: гидроцилиндры для экскаватора, контейнеры для цемента, контейнеры для перевозки стройматериалов, машина для резанья мёрзлых грунтов.

- 1970-е годы — установки для хранения и перемещения растворов, передвижные подмостки для строительных работ, машины для резания мёрзлых грунтов, для вскрытия асфальтовых и бетонных покрытий, штукатурные станции, установки для резки свай, бетоноварочные котлы, установки для таяния льда и сушки оснований, формовозы и форморезы; Заготовки для стройиндустрии: лестничные марши, ограждения балконов, окон, витрин, до тысячи тонн в год оцинкованных закрепительных деталей для крупнопанельного строительства.

- в конце 1970-х ярославцы перешли на капитальный ремонт двигателей ЯМЗ-236/238, Д-160, дизель электрического трактора Д-250 и тракторов Д-130.

- 1980-е годы — шефская помощь предприятиям с/х: строительство жилья и организация отдыха; Односкатные грейферы, устройство для разрушения скальных пород, модусы, рыхлители, инвентарные бетонные растворные заводы, комплекты ручных тележек; Бетонорастворные установки линейки УБРС: УБРС-10, УБРС- 40, УБРС- 60[2]; Капитальный ремонт СДМ: тракторов и бульдозеров российских марок «Четра» и ЧТЗ, грейдеров, экскаваторов[2].
- в 2017 году АО завод «Ярстройтехника» стал одним из первых, кто вышел на рынок с пневмокамерным насосом для перекачки цемента «Монжус 1200Б» с заводским индексом НО-324МА с производительностью 40-60 т/час[2]. Одним из самых популярных видов продукции становятся бетонные смесители типа СБ, среди них бетоносмесители СБ-138Б, СБ-146А, СБ-146АМ.
- с 2023 года производятся самоходные виброформовочные машины, технологическое оборудование для заводов железобетонных изделий и домостроительных комбинатов, карусельные линии, комплекты оборудования для производства сборного промышленного железобетона, заводы башенного типа с планетарными смесителями собственной разработки, разгрузочные гидролотки для подачи бетона из автомиксера на расстояние до 9 м.

## Премии и награды
1975 год — награда за повышение проектной мощности завода в 1,5 раза без увеличения численности рабочих мест;
12 раз продукция завода демонстрировалась на всесоюзной выставке достижений народного хозяйства — ВДНХ. Установка для перемешивания раствора, траншеекопатель, вибротрамбовка, пневмомолот, передвижные подмостки для строительных работ и другие агрегаты получили награды ВДНХ;
Изделие пневматический молот получило Государственный знак качества.
1999 год — диплом ll степени;
2000 – 2004 гг — диплом l степени «Россевзапстроя»
Дипломы и призы в номинации «Лучшее предприятие города» по итогам 2007 года в номинации «Компания-Лидер»